# 가이석태속

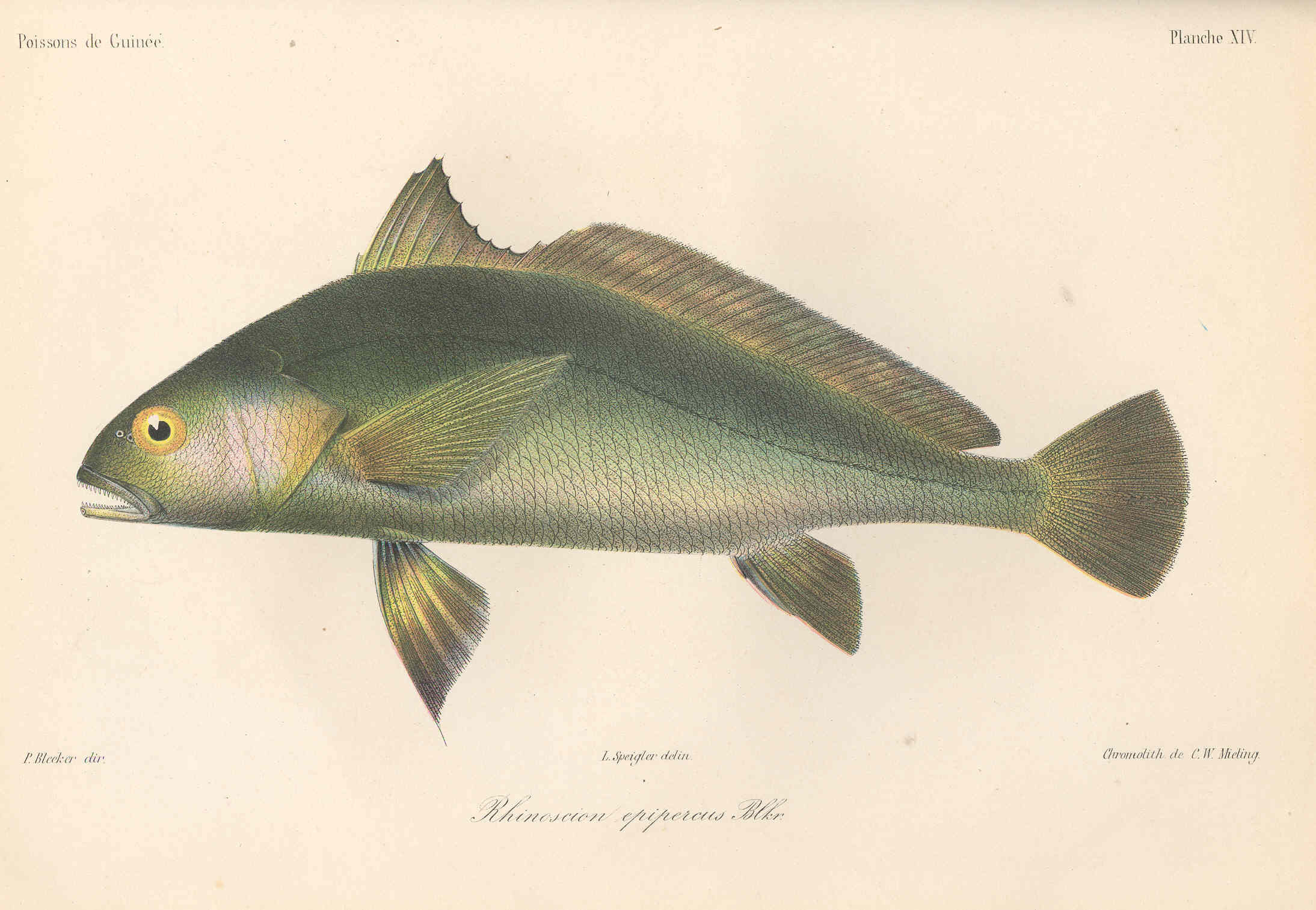

가이석태속은 민어과의 하위 분류이다.

## 하위 종
- 긴가이석태
- 영상가이석태